# リードバルブ

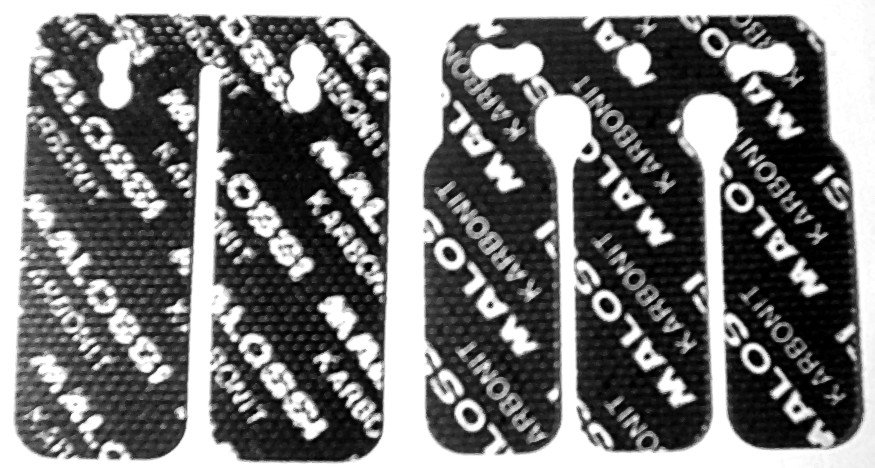
マロッシ社のカーボン製リードバルブ

リードバルブとは、ワンウェイバルブの一種であり、薄く弾力のある板の一端を固定して一方向のみに開く構造としたバルブである。

## 概要
2ストローク機関に使用される弁装置である。また、パルスジェットエンジンの吸気口にも使用される。
空気圧縮機　冷凍機用圧縮機の吸気弁、排気弁としても使用されている。